# Sylvie Ramond
Pour les articles homonymes, voir Ramond.
Sylvie Ramond est une historienne de l'art, conservatrice en cheffe du patrimoine. Elle est directrice du musée des beaux-arts de Lyon, en France, depuis 2004, et directrice générale du pôle des musées d’art MBA I MAC LYON, depuis 2018.

## Biographie
Sylvie Ramond a étudié l'histoire et l’histoire de l’art aux universités de Paris IV et de Paris I, puis à l’université Marc-Bloch de Strasbourg (Diplôme d’études approfondies en 1996). Diplômée de l’école du Louvre (diplôme d’ancienne élève et diplôme de muséologie, 1980-1984) et ancienne élève de l'École nationale du patrimoine, elle est conservatrice territoriale du patrimoine et a dirigé le musée Unterlinden de Colmar de 1989 à 2004.
Conservatrice en cheffe du patrimoine, elle dirige le musée des beaux-arts de Lyon depuis 2004. Grâce aux deux cercles de mécènes qu'elle y a créés, elle a pu faire acquérir ces dernières années La Fuite en Égypte  de Nicolas Poussin (une œuvre acquise par le musée des Beaux-arts de Lyon et le musée du Louvre en 2008), trois œuvres de Pierre Soulages , en 2011, L'Arétin et l'Envoyé de Charles Quint de J.A.D. Ingres  et deux paysages de Jean-Honoré Fragonard (L'Abreuvoir et Le Rocher) en 2013, un Corneille de Lyon, Homme au béret noir tenant une paire de gants. en 2015. Le dernier tableau entré dans les collections représente La Mort de Chioné de Nicolas Poussin en 2016.
Elle a exercé de nombreuses responsabilités dans le domaine des musées, notamment : membre du  Steering Comitee  du FRAME ( French Regional & American Museum Exchange ), de 2006 à 2009, membre du conseil scientifique de l’Université Lumière-Lyon 2 (2008-2012) , membre du conseil scientifique de l’Institut national d’histoire de l’art (INHA), depuis 2011, membre du conseil d’orientation stratégique de la Réunion des Musées Nationaux-Grand Palais (depuis 2011) et enfin membre du « Groupe Bizot », réunissant les directeurs des grands musées mondiaux (depuis 2012). Commissaire de nombreuses expositions, elle a récemment organisé  The Human Figure : Masters of the 20th Century  (2012, Standart Bank Gallery, Johannesburg) ;  Pierre Soulages, XXIe siècle  (avec Eric de Chassey, 2012-2013, Lyon-Rome, Académie de France) ;  Le corps-image au XXe siècle  (2010, Musée des Beaux-Arts de Shangaï). 
Chargée de cours à l’école du Louvre depuis 2006, elle est professeure associée à l’École normale supérieure de Lyon  depuis 2010. Elle dirige aux Presses du Réel, avec Christian Joschke, la collection  Amphi des arts   dans laquelle ont été publiés des écrits de Hans Belting, Svetlana Alpers, Jeffrey Hamburger, Horst Bredekamp...
Sylvie Ramond a candidaté au début de l'année 2013 pour succéder à Henri Loyrette à la tête du Louvre (Jean-Luc Martinez sera finalement nommé). 

## Expositions (sélection)
- Picasso Baigneuses et baigneurs (Lyon, musée des beaux-arts, 2020-2021) visite guidée sur Youtube
- Los Modernos. Dialogues France|Mexique, avec Serge Fauchereau ; pour la section Surréalismes : Philippe Dagen et pour la section Photographie : Jacques Damez (Lyon, musée des beaux-arts, 2017-2018).
- Le monde de Fred Deux, avec Pierre Wat (Lyon, musée des beaux-arts, 2017-2018).
- Henri Matisse, le laboratoire intérieur, avec Isabelle Monod-Fontaine (Lyon, musée des beaux-arts, 2017).
- Autoportraits, de Rembrandt au selfie, avec Stéphane Paccoud, Ludmila Virassamynaïken, Pia Müller-Tamm, Alexander Eiling, Dorit Schäfer, Michael Clarke et Imogen Gibbon (Karlsruhe, Staatliche Kunsthalle ; Lyon, musée des beaux-arts ; Édimbourg, Scottish National Portrait Gallery, 2016)
- Joseph Cornell et les surréalistes à New York : Dalí, Duchamp, Ernst, Man Ray..., avec Matthew Affron (Lyon, musée des beaux-arts, 2013)
- Pierre Soulages, XXIe siècle, avec Éric de Chassey (Lyon, musée des beaux-arts, Rome, Académie de France, 2012).
- Ainsi soit-il. Collection Antoine de Galbert-Extraits , (Lyon, musée des beaux-arts, 2011).
- L'Atelier d'Étienne-Martin (1913-1995), avec Pierre Wat (Lyon, musée des beaux-arts, 2011).
- Le Poids du monde. Marcel Michaud 1898-1958, avec Laurence Berthon et Jean-Christophe Stuccilli (Lyon, musée des beaux-Arts, 2011).
- Le corps-image au XXe siècle, (Shanghai, musée d'Art, 2010).
- Bram et Geer van Velde : Deux peintres/un nom , avec Rainer Michaël Mason (Lyon, musée des beaux-arts, 2010).
- 1945-1949 Repartir à zéro. Comme si la peinture n’avait jamais existé , avec Éric de Chassey (Lyon, musée des beaux-arts, 2008).
- Le plaisir au dessin, Carte blanche à Jean-Luc Nancy , avec Jean-Luc Nancy et Éric Pagliano (Lyon, musée des beaux-arts, 2007).
- Le temps de la peinture, 1800-1914 , avec Pierre Vaisse (Lyon, musée des beaux-Arts, 2007).
- Géricault, la folie d’un monde , avec Bruno Chenique (Lyon, musée des beaux-arts, 2006).
- Braque/Laurens, un dialogue , en collaboration avec le Centre Pompidou-musée national d'art moderne, Paris, avec Isabelle Monod-Fontaine et Marielle Tabart (2005).
- Fernand Léger , avec Christian Briend (Lyon, musée des Beaux-arts, 2004).
- Jost Haller et l’art en Alsace au XVe siècle, avec Philippe Lorentz (Colmar, musée d'Unterlinden, 2001).
- Tal Coat. Devant l’image , avec Claire Stoullig et Maurice Fréchuret (Colmar, musée d'Unterlinden - Genève, musée d'art et d'histoire - Antibes, musée Picasso, 1997).
- Abstractions. France 1940-1965. Peintures et dessins des collections du musée national d’art moderne , avec  Sophie Duplaix (Colmar, musée d'Unterlinden, 1997).
- Variations autour de la crucifixion. Regards contemporains sur Grünewald , (Colmar, musée d'Unterlinden, 1993).
- Victor Brauner , (Colmar, musée d'Unterlinden, 1990).
- Hans Hartung. Premières recherches abstraites 1922-1938 , (Colmar, musée d'Unterlinden, 1989).

## Publications (sélection)
- Grünewald , Paris, Hazan, 2012 (en collaboration avec François-René Martin et Michel Menu). Trad. italienne Jaca Books, 2012. Trad. allemande DuMont Verlag, 2012.
- Marges du XIXe siècle, Orsay loin de Paris , in : Claire Barbillon, Catherine Chevillot et François-René Martin, dir.,  Histoire de l'art du XIXe siècle, 1848-1914. Bilan et perspectives . Paris, Musée d’Orsay, École du Louvre, 2012.
- Marcel Michaud, un galeriste visionnaire. Une donation pour le musée des Beaux-Arts de Lyon ,  La Revue des Musées de France - Revue du Louvre , n° 1, février 2010.
- “Se croire aux premiers âges du monde”. Primitifs et sauvages autour de 1945 », dans : 1945-1949. Repartir à zéro. Comme si la peinture n’avait jamais existé, cat. exp., Paris-Lyon, Musée des beaux-arts de Lyon, Hazan, 2008.
- Nicolas Poussin, La Fuite en Égypte , en collaboration avec Sylvain Laveissière,  Revue du Louvre et des musées de France , 3-juin 2008.
- Le retour à l’ordre médiéval. Jean Bazaine dans les années 1920-1930 , dans : Pierre Wat, dir.,  Henri Focillon , Paris, Institut national d’histoire de l’art, Kimé, 2007.
- Grünewald dans l’art français du XIXe siècle. Réception et immunité culturelle , dans : Thomas Gaehtgens et Uwe Fleckner, dir.,  L’image de l’art allemand en France au XIXe siècle , Paris, Éditions de la Maison des Sciences de l’Homme, 2003.
- Grünewald in Amerika – Ellsworth Kelly und Jasper Johns , dans :  Grünewald in der Moderne , cat. exp., Aschaffenbourg, Städtische Galerie, 2002.
- Maîtres anciens, maîtres inactuels , dans :  Max Beckmann , cat. exp., Paris, Centre Pompidou, 2002, p. 132-135.
- “Un compagnon de lutte en esprit” .  Böcklin et Grünewald  », 48-14.  La Revue du Musée d’Orsay , n°13, automne 2001.
- Machine et idole. Le Personnage vert, 1926, de Willi Baumeister au Musée d’Unterlinden à Colmar ,  Revue du Louvre , 4-1999.
- Malaise dans la description. Grünewald et Francis Bacon : la description du triptyque de 1944 , dans : Roland Recht, dir.,  Le texte de l’œuvre d’art : la description , Strasbourg, Presses universitaires de Strasbourg, 1998.
- Jean Hélion, peintre de la réalité. À propos des sources picturales et littéraires de  L’Allumeur  (1944) ,   Revue du Louvre , 3-1997.
- Per Kirkeby , dans : Bernard Lamarche-Vadel et al.,  Skulptur, Baselitz Immendorff Kirkeby Lüpertz Penck , I, Paris, Éditions de la Différence - GNAC, 1989.
- Les revues dadaïstes et surréalistes , dans :  L’Histoire de l’édition française , t. IV,  Le livre concurrencé  (1900-1950), Henri-Jean Martin, Roger Chartier et Jean-Pierre Vivet, dir., Paris, Promodis, 1986.